# 포리너 (밴드)
포리너(Foreigner)는 1976년 결성된 음악 그룹이다. 멤버는 믹 존스, 제프 제이콥스, 톰 김벨, 켈리 한센, 제이슨 본햄, 제프 필슨으로 이루어져 있다.
이들이 발표한 곡 중 waiting for a girl like you는 자유도가 높은 게임으로 알려진 GTA 시리즈 중 GTA : Vice city에서 차량을 탑승하고 라디오 방송국을 emotion 98.3으로 맞추면 감상할 수 있는 곡이다.

## 음반 목록
- Foreigner (1977)
- Double Vision (1978)
- Head Games (1979)
- 4 (1981)
- Agent Provocateur (1984)
- Inside Information (1987)
- Unusual Heat (1991)
- Mr. Moonlight (1994)
- Can't Slow Down (2009)